# Чемпіонат Азії з боротьби 2018
Чемпіонат Азії з боротьби 2018 пройшов з 27 лютого по 4 березня 2018 року в Бішкеку, Киргизстан у Спортивному палаці «Кожомкул».
На чемпіонаті проводилися змагання з вільної та греко-римської боротьби серед чоловіків і вільної боротьби серед жінок.
Було розіграно двадцять чотири комплекти нагород — по вісім у вільній, греко-римській та жіночій боротьбі. Бронзові нагороди вручалися обом спортсменам, що виграли втішні сутички.

## Країни учасники
У змаганнях взяли участь 319 спортсменів, що представляли 20 збірних команд.
| - Бахрейн (2) - В'єтнам (6) - Йорданія (4) - Індія (30) - Ірак (10) - Іран (20) - Казахстан (30) - Катар (1) - Киргизстан (25) - Китайський Тайбей (10) - КНР (28) - Монголія (20) - Палестина (1) - Південна Корея (29) - Північна Корея (6) - Таджикистан (18) - Таїланд (8) - Туркменістан (11) - Узбекистан (30) - Японія (30) |

## Загальний медальний залік
| Місце               | Країна              | Золото | Срібло | Бронза | Загалом |
| ------------------- | ------------------- | ------ | ------ | ------ | ------- |
| 1                   | КНР                 | 7      | 1      | 6      | 14      |
| 2                   | Узбекистан          | 5      | 4      | 6      | 15      |
| 3                   | Іран                | 5      | 2      | 2      | 9       |
| 4                   | Казахстан           | 4      | 3      | 10     | 17      |
| 5                   | Японія              | 3      | 7      | 8      | 18      |
| 6                   | Киргизстан          | 2      | 3      | 6      | 11      |
| 7                   | Північна Корея      | 2      | 1      | 0      | 3       |
| 8                   | Монголія            | 1      | 5      | 6      | 12      |
| 9                   | Індія               | 1      | 1      | 6      | 8       |
| 10                  | Південна Корея      | 0      | 2      | 6      | 8       |
| 11                  | Катар               | 0      | 1      | 0      | 1       |
| 12                  | Ірак                | 0      | 0      | 1      | 1       |
| 12                  | Туркменістан        | 0      | 0      | 1      | 1       |
| Загалом (13 збірні) | Загалом (13 збірні) | 30     | 30     | 58     | 118     |

## Рейтинг команд
| Місце в рейтингу | Вільна боротьба (чоловіки) | Вільна боротьба (чоловіки) | Греко-римська боротьба (чоловіки) | Греко-римська боротьба (чоловіки) | Вільна боротьба (жінки) | Вільна боротьба (жінки) |
| Місце в рейтингу | Команда                    | Бали                       | Команда                           | Бали                              | Команда                 | Бали                    |
| ---------------- | -------------------------- | -------------------------- | --------------------------------- | --------------------------------- | ----------------------- | ----------------------- |
| 1                | Узбекистан                 | 178                        | Казахстан                         | 161                               | КНР                     | 185                     |
| 2                | Іран                       | 157                        | Киргизстан                        | 157                               | Монголія                | 167                     |
| 3                | Казахстан                  | 146                        | Узбекистан                        | 154                               | Японія                  | 161                     |
| 4                | Монголія                   | 110                        | Японія                            | 143                               | Індія                   | 119                     |
| 5                | Японія                     | 105                        | КНР                               | 118                               | Південна Корея          | 109                     |
| 6                | Південна Корея             | 97                         | Іран                              | 104                               | Казахстан               | 101                     |
| 7                | Киргизстан                 | 76                         | Індія                             | 95                                | Узбекистан              | 92                      |
| 8                | Індія                      | 66                         | Південна Корея                    | 70                                | Північна Корея          | 39                      |
| 9                | КНР                        | 60                         | Таджикистан                       | 40                                | Киргизстан              | 35                      |
| 10               | Туркменістан               | 42                         | Туркменістан                      | 25                                | В'єтнам                 | 34                      |

## Медалісти

### Чоловіки

#### Вільна боротьба
| Категорія | Золото                  | Срібло                  | Бронза                |
| 57 кг     | Кан Гим Сон             | Махмуджон Шавкатов      | Жандос Ісмаїлов       |
| 57 кг     | Кан Гим Сон             | Махмуджон Шавкатов      | Тосіхіро Хасегава     |
| 61 кг     | Нурислам Санаєв         | Кадзуя Коянагі          | Аббос Рахмонов        |
| 61 кг     | Нурислам Санаєв         | Кадзуя Коянагі          | Улукбек Жолдосбеков   |
| 65 кг     | Даулет Ніязбеков        | Даїті Такатані          | Баджранг Кумар        |
| 65 кг     | Даулет Ніязбеков        | Даїті Такатані          | Темирджон Усмонохунов |
| 70 кг     | Іхтійор Наврузов        | Лі Син Бон              | Вінод Кумар Омпракаш  |
| 70 кг     | Іхтійор Наврузов        | Лі Син Бон              | Меїржан Аширов        |
| 74 кг     | Муслім Євлоєв           | Ганзорігіїн Мандахнаран | Даніяр Кайсанов       |
| 74 кг     | Муслім Євлоєв           | Ганзорігіїн Мандахнаран | Мустафа Хоссейнхані   |
| 79 кг     | Еззатоллах Акбарі       | Рашид Курбанов          | Ганболдин Турболд     |
| 79 кг     | Еззатоллах Акбарі       | Рашид Курбанов          | Цубаса Асаї           |
| 86 кг     | Хассан Яздані           | Оргодолин Уйтумен       | Азамат Даулетбеков    |
| 86 кг     | Хассан Яздані           | Оргодолин Уйтумен       | Бі Шенфен             |
| 92 кг     | Мохаммадджавад Ебрахімі | Аділет Давлумбаєв       | Лінь Цзушень          |
| 92 кг     | Мохаммадджавад Ебрахімі | Аділет Давлумбаєв       | Азізбек Солієв        |
| 97 кг     | Магомед Ібрагімов       | Моджтаба Голеї          | Кім Че Кан            |
| 97 кг     | Магомед Ібрагімов       | Моджтаба Голеї          | Такесі Ямагуті        |
| 125 кг    | Давид Модзманашвілі     | Георгій Саканделідзе    | Амін Тахері           |
| 125 кг    | Давид Модзманашвілі     | Георгій Саканделідзе    | Нацагсюренгійн Золбоо |

#### Греко-римська боротьба
| Категорія | Золото              | Срібло              | Бронза              |
| 55 кг     | Сьота Танокура      | Жоламан Шаршенбеков | Раджендер Кумар     |
| 55 кг     | Сьота Танокура      | Жоламан Шаршенбеков | Корлан Жаканша      |
| 60 кг     | Сінобу Ота          | Рі Се Ун            | Канибек Жолчубеков  |
| 60 кг     | Сінобу Ота          | Рі Се Ун            | Ісломжон Бахрамов   |
| 63 кг     | Ельмурат Тасмурадов | Урматбек Аматов     | Мейрамбек Айнагулов |
| 63 кг     | Ельмурат Тасмурадов | Урматбек Аматов     | Чон До Гьон         |
| 67 кг     | Алмат Кебіспаєв     | Цутіка Сімоямада    | Мірзобек Рахматов   |
| 67 кг     | Алмат Кебіспаєв     | Цутіка Сімоямада    | Чжан Гаоцюань       |
| 72 кг     | Акжол Махмудов      | Демеу Жадраєв       | Арам Варданян       |
| 72 кг     | Акжол Махмудов      | Демеу Жадраєв       | Томохіро Іноуе      |
| 77 кг     | Ян Бінь             | Мухаммадалі Гераеї  | Сермет Перманов     |
| 77 кг     | Ян Бінь             | Мухаммадалі Гераеї  | Максат Єрежепов     |
| 82 кг     | Асхат Дільмухамедов | Атабек Азісбеков    | Кім Джин Хьок       |
| 82 кг     | Асхат Дільмухамедов | Атабек Азісбеков    | Харпріт Сінгх       |
| 87 кг     | Хоссейн Нурі        | Масато Сумі         | Пен Фей             |
| 87 кг     | Хоссейн Нурі        | Масато Сумі         | Азат Бейшебеков     |
| 97 кг     | Рустам Ассакалов    | Єрулан Іскаков      | Алі Маджид          |
| 97 кг     | Рустам Ассакалов    | Єрулан Іскаков      | Узур Джузупбеков    |
| 130 кг    | Бехнам Мехдізаде    | Мумінджон Абдуллаєв | Мурат Рамонов       |
| 130 кг    | Бехнам Мехдізаде    | Мумінджон Абдуллаєв | Нє Сяомін           |

### Жінки

#### Вільна боротьба
| Категорія | Золото              | Срібло                | Бронза                  |
| 50 кг     | Лей Чунь            | Вінеш Фогат           | Ерденесухійн Нарангерел |
| 50 кг     | Лей Чунь            | Вінеш Фогат           | Юкі Іріє                |
| 53 кг     | Пак Йон Мі          | Ерденечимегійн Сум'яа | Ю Міяхара               |
| 53 кг     | Пак Йон Мі          | Ерденечимегійн Сум'яа | Жулдиз Ешимова          |
| 55 кг     | Сакі Ігарасі        | О Хе Мін              | Ерхембаярин Даваачимег  |
| 55 кг     | Сакі Ігарасі        | О Хе Мін              | Ло Ланьнуань            |
| 57 кг     | Пей Сінжу           | Сара Натамі           | Кім Є Силь              |
| 57 кг     | Пей Сінжу           | Сара Натамі           | Алтанцецегійн Батцецег  |
| 59 кг     | Жун Ніннін          | Набіра Єсенбаєва      | Сангіта Фогат           |
| 59 кг     | Жун Ніннін          | Набіра Єсенбаєва      | Баатаржавин Шоовдор     |
| 62 кг     | Пуревдорджийн Орхон | Ло Сяоцзюань          | Юріка Іто               |
| 62 кг     | Пуревдорджийн Орхон | Ло Сяоцзюань          | Сакші Малік             |
| 65 кг     | Навйот Каур         | Мію Імаї              | Лі Хан Біт              |
| 65 кг     | Навйот Каур         | Мію Імаї              | не присуждалась         |
| 68 кг     | Чжоу Фен            | Шархугійн Туменцерсег | Ірина Казюліна          |
| 68 кг     | Чжоу Фен            | Шархугійн Туменцерсег | Меерім Жуманазарова     |
| 72 кг     | Хань Юе             | Очирбатин Насанбурмаа | Масако Фуруїті          |
| 72 кг     | Хань Юе             | Очирбатин Насанбурмаа | не присуждалась         |
| 76 кг     | Чжоу Цянь           | Хірое Судзукі         | Ельміра Сиздикова       |
| 76 кг     | Чжоу Цянь           | Хірое Судзукі         | Хван Ин Чу              |